# Paul Verbrugghe

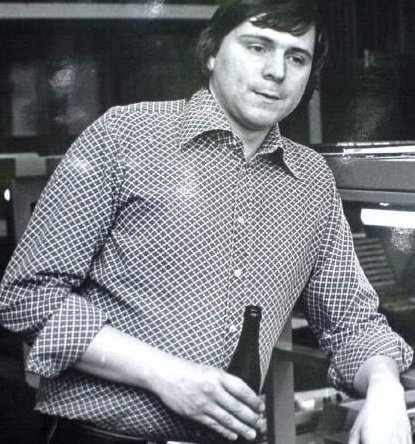
Paul Verbrugghe

Paul Verbrugghe (27 maart 1951) is een voormalig Vlaams radiopresentator en diskjockey.

## Biografie
Verbrugghe (alias Anthony, the prince of Darkness) presenteerde eind jaren 60 samen met Roger Troch het radioprogramma Rudi's Club (geproduceerd door Rudi Sinia), dat op woensdagmiddag werd uitgezonden en zich op jongeren richtte. Hij presenteerde van december 1970 tot december 1980 de Radio 2 Top 30. Vanaf september 1979 presenteerde hij op woensdagmiddag jarenlang Vrijaf, waarvan in 1982 de presentatie overgenomen werd door Gust De Coster.
In 1980 liet Paul de radiotechnicus in de BRT Top 30 de vogeltjesdans op 78 toeren spelen, "om er vlugger vanaf te zijn". Dit leverde hem een blaam op, waarna hij besloot te stoppen met de Top 30.
Eind 1981 houdt hij het radiopresenteren voor bekeken. Hij kreeg een aanbod van de krant De Morgen om voltijds voetbaljournalist te worden. Op 1 januari 1981 is hij begonnen bij De Morgen.